# Poa
Poa es un género cosmopolita de gramíneas (Poaceae) distribuidas en las regiones templadas y templado-cálidas de ambos hemisferios. Comprende dos subgéneros: Poa con flores hermafroditas y Dioicopoa con flores diclino dioicas. El nombre Poa deriva del griego y significa hierba.

## Descripción
Poa comprende plantas anuales o perennes, cespitosas o rizomatosas, de talla variable, hasta de 1 m de altura. Presentan una inflorescencia en panoja laxa o contraída. Las vainas foliares se hallan dilatadas en la base o son más o menos comprimidas y son cerradas por lo menos en la parte inferior. La lígula es membranosa, truncada o acuminada. Las láminas foliares son planas, plegadas o convolutas, con la extremidad comúnmente obtusa. 
Las espiguillas son pauci o plurifloras, comprimidas, generalmente menores de 10 mm. Las glumas son membranosas, agudas, aquilladas, menores o iguales a los antecios contiguos. La gluma inferior es 1-3-nervada, la superior es 3-nervada. La raquilla está articulada por encima de las glumas y entre los antecios, es glabra o, más raramente, pilosa. La lema es aquillada, 5-nervada, aguda u obtusa, mútica, a menudo escariosa en el margen. La pálea es bidentada en el ápice, aquillada, estrecha y un poco más corta que la lemma. Las flores son hermafroditas o diclinas dioicas. Presenta 2 lodículas, generalmente 2-lobadas. Los estambres son 3, el ovario es oblongo con dos estilos cortos y estigmas plumosos. El cariopse es oblongo-elíptico, glabro, libre o más o menos adherente a la pálea, con hilo basal ovalado.

## Taxonomía
El género fue descrito por Carlos Linneo y publicado en Species Plantarum1: 67–70. 1753. La especie tipo es: Poa pratensis L.
Etimología
Poa: nombre genérico derivado del griego poa = (hierba, sobre todo como forraje).
Citología
Tiene un número de cromosomas de: x = 7. 2n = 14, o 28, o 35, o 38, o 38–117, o 42, o 43, o 44, o 56, o 50–56, o 63, o 65, o 70–72, o 76 (etc). 2, 4, 5, 6, 7, 8, 9, 10, 11, y 12 ploidias (etc., y aneuploidias). Cromosomas ‘grandes’.

## Especies
- Lista de especie de Poa[3][4]